# Rémelfang
Rémelfang település Franciaországban, Moselle megyében. Lakosainak száma 144 fő (2022. január 1.). Rémelfang Freistroff, Holling, Valmunster és Vaudreching községekkel határos.

## Népesség
A település népessége az elmúlt években az alábbi módon változott:
| Lakosok száma | 139  | 161  | 153  | 156  | 148  | 170  | 165  | 147  | 146  | 144  |
|               | 1968 | 1982 | 1990 | 2006 | 2013 | 2015 | 2017 | 2019 | 2020 | 2022 |